# Sweet/Vicious
Sweet/Vicious est une série télévisée américaine en dix épisodes de 42 minutes créée par Jennifer Kaytin Robinson et diffusée du 15 novembre 2016 au 24 janvier 2017 sur MTV. Cette série est inédite dans tous les pays francophones.
La série raconte l'histoire de Jules et Ophelia, deux étudiantes qui jouent les vengeuses masqués sur le campus en ciblant les agresseurs sexuels. La série parle de l'impact émotionnel sur les victimes ainsi que des failles du système judiciaire, sur fond de dénonciation de la culture du viol.
Après l'annulation de la série au bout d'une seule saison, Jennifer Kaytin Robinson décide de poursuivre le récit sous forme de comics publié chez Black Mask Studios.

## Synopsis
Jules Thomas, une étudiante victime de viol, décide de jouer les vengeurs masqués en ciblant les agresseurs sexuels et les violeurs sur le campus. Formée aux sports de combat, elle les effraye pour les dissuader de recommencer. 
Ophelia, étudiante dans la même université, découvre le secret de Jules et décide de l'aider grâce à ses compétences de hackeuse. Ensemble, elles s'attaquent à plusieurs agresseurs notoires. Mais les autorités ont vent des rumeurs parlant d'un vengeur masqué, et veulent le traquer.
Finalement, Jules décide de passer le pas et de dénoncer son violeur. Mais l'administration de l'université n'a pas la réaction espérée : la réputation de l'établissement passe avant tout.

## Distribution
Principaux
- Eliza Bennett : Jules Thomas
- Taylor Dearden Cranston : Ophelia Mayer
- Brandon Mychal Smith : Harris James
- Nick Fink : Tyler Finn

Récurrents
- Dylan McTee : Nate Griffin
- Aisha Dee : Kennedy Cates
- Skyler Day (en) : Mackenzie Dalton
- Victoria Park : Gaby Cho
- Lindsay Chambers : Fiona Price
- Matt Angel (de) : Officier Mike Veach
- Stephen Friedrich : Evan
- Greg Worswick : Barton
- Ethan Dawes : Miles Forrester
- Max Ehrich : Landon Mays
- Corinne Foxx : Rachel
- Drew Hellenthal : Tommy Cope
- James MacDonald : Officier Ballard
- Carter Jenkins : Will Powell
- Gerald Downey (en) : Coach Howard

## Production
En septembre 2015, MTV commande un pilote de la série, originellement intitulée Little Darlings. En décembre 2015, la chaîne annonce que la série fera partie de ses nouveautés de l'année sous le titre définitif de Sweet/Vicious.
Le tournage de la série commence le 4 mai 2016. Le premier épisode est diffusé sur MTV et sur l'application MTV le 15 novembre 2016.
Le 28 avril 2017, MTV annonce que Sweet/Vicious est supprimée à l'issue de sa première saison.

## Épisodes
| Numéros | Titres                    | Diffusion originale | Production |
| --- | ------------------------- | ------------------- | ---------- |
| 1 (1-01) | The Blueprint             | 15 novembre 2016    | 101        |
| Jules Thomas est une étudiante très appréciée de ses colocataires de la sororité Kappa, notamment de Kennedy, sa meilleure amie. Souriante, et toujours à l'écoute, elle est un condensé de douceur pour son entourage. Pourtant, chaque nuit, elle s'habille de noir et enfile une cagoule pour faire justice sur le campus de Darlington et punir violemment les auteurs de crimes sexuels. Au cours d'une altercation nocturne avec un agresseur, Jules croise la route d'Ophelia Mayer, une étudiante vendeuse de weed et spécialisée dans le piratage informatique. Très vite, Ophelia va remonter la piste du justicier qui rôde sur le campus et démasquer Jules. Note : Cet épisode est réalisé par Joseph Kahn. |                           |                     |            |
| 2 (1-02) | The Writing's on the Wall | 22 novembre 2016    | 102        |
| Dépassée par les événements, Jules décide de mettre un terme à ses agissements justiciers. Mais c'était sans compter sur Ophelia qui, avec ses connaissances en informatique, prouve à son amie qu'elle n'est pas la seule victime d'agression sexuelle sur le campus, et que son combat est nécessaire autant que salvateur. Les deux jeunes femmes s'accordent alors pour rôder en binôme et poursuivre la lutte. Note : Cet épisode est réalisé par Joseph Kahn. |                           |                     |            |
| 3 (1-03) | Sucker                    | 29 novembre 2016    | 103        |
| Un garçon de Darlington utilise une application de rencontres pour trouver des jeunes filles qu'il agressera sexuellement par la suite. Jules décide d'entraîner Ophelia au combat afin de pouvoir intervenir ensemble avant que l'agresseur ne fasse de nouvelles victimes. |                           |                     |            |
| 4 (1-04) | Tragic Kingdom            | 6 décembre 2016     | 104        |
| Ophelia brise une des règles fondamentales de son tandem avec Jules : ne jamais agir seule. Elle s'engage donc contre l'avis de son binôme dans une sororité qui pratique des bizutages particulièrement éprouvants, afin de démanteler le groupuscule de l'intérieur. |                           |                     |            |
| 5 (1-05) | All Eyez on Me            | 13 décembre 2017    | 105        |
| Jules et Ophelia partent à la recherche d'un automobiliste qui agresse des passagères éméchées et sans défenses. Mais les choses dégénèrent rapidement... |                           |                     |            |
| 6 (1-06) | Fearless                  | 3 janvier 2017      | 106        |
| Le campus est placé sous couvre-feu quand les autorités entreprennent de retrouver le justicier qui a été aperçu dans la nuit. Ophelia et Jules décident de se terrer dans la boutique de vinyle avec Harris et Tyler en attendant que les choses se calment. Mais la tension monte d'un cran avec l'arrivée inattendue de Nate dans la boutique, les deux jeunes femmes ne sachant pas quelle attitude adopter. |                           |                     |            |
| 7 (1-07) | Heartbreaker              | 10 janvier 2017     | 107        |
| L'attitude et les révélations de Nate dans la boutique de vinyle font replonger Jules dans une intense période de dépression. Peu à peu, des souvenirs de sa vie avant le viol lui reviennent en mémoire. |                           |                     |            |
| 8 (1-08) | Back to Black             | 17 janvier 2017     | 108        |
| Un cas de conscience oppose durement Jules et Ophelia : la première veut organiser des révélations publiques fracassantes sur les violeurs du campus, quand la seconde n'est pas séduite pas l'idée et préfère faire profil bas. |                           |                     |            |
| 9 (1-09) | An Innocent Man           | 24 janvier 2017     | 109        |
| Jules décide enfin de sauter le pas et dénonce son agression à la direction du campus. Mais le soulagement espéré par la jeune femme vire au cauchemar quand l'administration, craignant des retombées négatives sur la notoriété de l'établissement, laisse deviner des signes de soutien envers Nate, sportif reconnu et renommé au sein de l'équipe de football de Darlington. |                           |                     |            |
| 10 (1-10) | Pure Heroine              | 24 janvier 2017     | 110        |
| Le verdict du jugement de Nate révèle au grand jour de nombreuses injustices sur le campus de Darlington. Mais la rébellion s'organise, discrètement menée par Jules et Ophelia qui comptent bien frapper un grand coup. |                           |                     |            |

## Réception critique
La série reçoit un accueil globalement très positif. Elle obtient un score de 100% sur Rotten Tomatoes, basé sur 18 critiques professionnelles et de 4,1 sur 5 étoiles d'après les critiques des spectateurs, sur Allociné. Sur Sens Critique, elle est notée plus de 7/10 en moyenne par 380 utilisateurs.
CBR souligne la qualité d'écriture des personnages ainsi que l'habile mélange de thématiques sérieuses et d'humour au second degré.
Par ailleurs, plusieurs médias féministes alternatifs français tels que la newsletter Les Glorieuses et le podcast Quoi de meuf ? saluent la qualité de la série et la portée de son message.